# Captio
Captio és una plataforma de programari online que centralitza la gestió de totes les despeses relaciones amb els viatges d'empresa. Captio fa servir el telèfon intel·ligent per fotografiar els tiquets de les despeses. Aquesta captura substitueix a l'original amb caràcter general gràcies a l'homologació de l'AEAT, extreu les seves dades i ho arxiva tot en el núvol. És el principi d'un flux que automatitza l'informe, supervisió i comptabilització de les despeses d'empresa.

## Història
L'empresa va ser fundada l'any 2012, per Joel Vicient, director general, Joaquim Segura, director d'operacions, Dan Moser, director de màrqueting i Lluís Claramonte, director tècnic. Al desembre de 2013, va ser el primer programari de gestió de despeses a obtenir l'homologació de l'Agència Tributària Espanyola.
En diverses rondes de finançament, l'empresa va aconseguir prop de 6,5 milions d'euros d'inversors i partners, com THCAP, Bankinter, Banc Sabadell, Kibo Ventures o fons d'inversió de Telefónica. Durant 2014, Captio va aconseguir multiplicar per 5 la seva xifra de negocis respecte a 2013. Actualment, Captio es troba en fase d'internacionalització a Europa. Concretament, l'empresa compta amb presència a França, Regne Unit i Itàlia, entre d'altres països.
Al llarg de la seva trajectòria, l'empresa ha rebut diversos premis i reconeixements, com el reconeixement de millor startup d'Espanya 2015, el certificat Great Place to Work 2016, o va ser finalista dels Premis BDigital a la Innovació Digital 2013 i dels premis Next Bank Madrid 2013.

## Funcionament
Captio és una plataforma que integra tot el procés de gestió de despeses en un entorn digital, controlat i eficient. És la primera solució per a la gestió de despeses de viatge homologada per l'AEAT.
Mitjançant els telèfons intel·ligents, Captio digitalitza els tiquets de les despeses i extreu les seves dades automàticament mitjançant la funció de reconeixement òptic de caràcters (OCR). Així s'automatitza el procés de creació i supervisió de les notes que els empleats en mobilitat generen durant el transcurs del seu treball per justificar les despeses que realitzen.
Captio integra el procés de gestió de despeses (reporti, validació i comptabilització) en un únic flux sense paperassa i sense tasques manuals.
Captio ha estat la plataforma pionera a Espanya a oferir una solució al problema de la gestió de despeses de viatge. Avui dia, la seva posició de líder ve avalada pel seu ús en algunes de les empreses més importants d'Espanya, com a BBVA, Mango o Telefónica, a més de moltes multinacionals com Petronas, Calzedonia, Ticketmaster, Olympus o Pierre Fabre.

## Compliment de la legislació espanyola
Captio es va convertir en 2013 en la primera solució homologada per l'AEAT a oferir digitalització certificada de tiquets. L'homologació per part de l'entitat permet considerar els justificants que Captio digitalitza en documents amb la mateixa validesa legal i efectes tributaris que els documents originals.
A més, la nova normativa de l'IVA, que va entrar en vigor l'1 de juliol de 2017, obliga a les grans empreses a comunicar en un període màxim de 4 dies la informació fiscal de les factures que emetin o rebin, incloses les de viatges, un procés que es pot realitzar a través d'aquesta aplicació.
Pel que fa la seguretat de la informació, Captio ha impulsat l'establiment d'un Sistema de Gestió de la Seguretat d'acord amb els requisits de la norma UNE-ISO/IEC 27001:2014.

## Informes
Com a líder del sector, Captio realitza i publica regularment informes i guies en relació al sector del business travel i la gestió de despeses. Destaquen entre d'altres, l'Informe Captio del quilometratge, que s'edita anualment des de 2014, on analitza el preu del quilometratge a les empreses espanyoles i n'estableix la mitjana i la seva evolució. Un altre informe de l'empresa és l'Informe Captio del cost del frau intern en la gestió de despeses a les empreses europees, que en l'edició de 2016 va establir que el frau intern en relació al business travel a les empreses d'Europa ascendeix a 33.790 euros anuals per empresa.
Quant a guies divulgatives, Captio n'ha publicat sobre temes com la nova llei de l'IVA i el Subministrament Immediat d'Informació, el procés de devolució de l'IVA, o el Duty of Care.